# Reinhard Fiehler

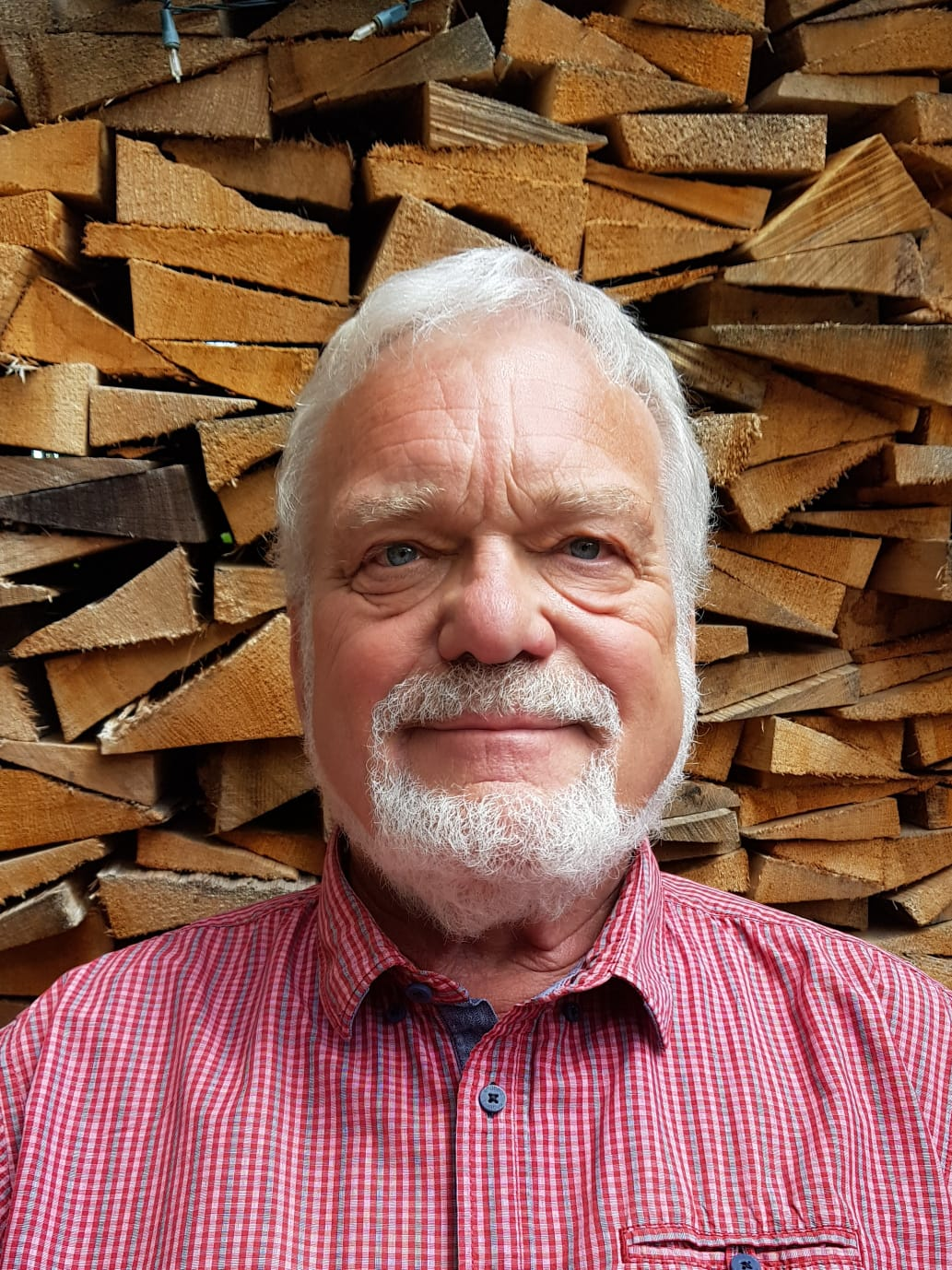
Reinhard Fiehler

Reinhard Fiehler (* 6. November 1949 in Greifswald) ist ein deutscher Sprachwissenschaftler. Seine Forschungsschwerpunkte betreffen Eigenschaften und Grammatik der gesprochenen Sprache sowie Gesprächsanalyse mit den Schwerpunkten „Sprache und Kommunikation im Alter“, „Emotionalität im Gespräch“ und „Kommunikationsberatung und -training“. 

## Leben
Nach dem Abitur studierte Fiehler von 1969 bis 1977 Germanistik und Soziologie an den Universitäten Hamburg, Freiburg und Osnabrück. 1977 schloss er das Studium mit dem Magister artium an der Universität Osnabrück ab, wo er 1979 mit der Arbeit Kommunikation und Kooperation promovierte.
Von 1979 bis 1990 arbeitete Fiehler als wissenschaftlicher Assistent an der Universität Bielefeld, wo er sich 1987 an der Fakultät für Linguistik und Literaturwissenschaft mit der Arbeit Kommunikation und Emotion: Theoretische und empirische Untersuchungen zur Rolle von Emotion in der verbalen Interaktion habilitierte und zwischen 1990 und 1994 als Hochschuldozent tätig war. Im Jahre 1994 wurde er an der Fakultät zum außerplanmäßigen Professor ernannt. Von 1994 bis 2005 arbeitete Fiehler am Leibniz-Institut für Deutsche Sprache (IDS) in Mannheim als Wissenschaftlicher Mitarbeiter der Abteilungen Pragmatik und Grammatik und nach der Umhabilitation 2018 an der Neuphilologischen Fakultät der Ruprecht-Karls-Universität Heidelberg, ebenfalls als außerplanmäßiger Professor. Fiehler ist seit 2015 im Ruhestand. Seitdem hat er mehrere Vertretungsprofessuren an der Pädagogischen Hochschule Heidelberg übernommen. Reinhard Fiehler ist verheiratet und hat drei Kinder.

## Publikationen in Auswahl
- 1980: Kommunikation und Kooperation: Theoretische und empirische Untersuchungen zur kommunikativen Organisation kooperativer Prozesse. Berlin: Einhorn. (Dissertation)
- 1990: Kommunikation und Emotion. Theoretische und empirische Untersuchungen zur Rolle von Emotionen in der verbalen Interaktion. (= Grundlagen der Kommunikation und Kognition). Berlin/New York: de Gruyter. (Habilitation)
- 2004: Eigenschaften gesprochener Sprache. Theoretische und empirische Untersuchungen zur Spezifik mündlicher Kommunikation. (= Studien zur Deutschen Sprache 30). Tübingen: Narr, zusammen mit Birgit Barden, Mechthild Elstermann und Barbara Kraft.
- 2008: Altern, Kommunikation und Identitätsarbeit. Mannheim: Institut für Deutsche Sprache (= amades - Arbeitspapiere und Materialien zur deutschen Sprache 31).
- 2013: Kommunikation zwischen den Generationen. Linguistische Erkenntnisse und didaktische Perspektiven. In: Der Deutschunterricht. 65. Jg., H. 2. S. 66–77.
- 2016: Gesprochene Sprache. In: Duden. Die Grammatik. 9., vollständig überarbeitete und aktualisierte Auflage. Berlin: Dudenverlag. S. 1181–1260.

Als Herausgeber
- 2002: Verständigungsprobleme und gestörte Kommunikation. Radolfzell: Verlag für Gesprächsforschung.
- 2002: Angewandte Diskursforschung. Band 1 und 2. Radolfzell: Verlag für Gesprächsforschung, zusammen mit Gisela Brünner und Walther Kindt.
- 2003: Sprache und Kommunikation im Alter. Radolfzell: Verlag für Gesprächsforschung, zusammen mit Caja Thimm.